# 郁文館グローバル高等学校
郁文館グローバル高等学校（いくぶんかんグローバルこうとうがっこう 英称：Ikubunkan global high school）は、東京都文京区向丘にある私立高等学校。
ワタミ創業者の渡邉美樹が理事長兼校長を務めている。

## 概要
郁文館中学校・高等学校と敷地を共有しているが、郁文館高等学校とは別個の学校であるため、途中で郁文館高等学校へ学籍を移動することはできない。
郁文館中学校から内部進学ができる他、高校入試も行う。
通常、郁文館中学校は「中学」、郁文館高等学校は「普通科」、グローバル高等学校は「グローバル」と呼称される。
2010年4月より三校同時に共学化され、制服も新しいデザインとなった。中学・高校・グローバルともに制服は共通であるが、男子はネクタイ、女子はリボンの色（郁文館高等学校は紺、郁文館中学校は赤、郁文館グローバル高等学校は青）で区別される。
郁文館高等学校との違いは、
- 1年時の担任を日本人教員とネイティブの教員の2人が担当する（2人担任制）
- Liberal Arts Trackという文系クラス（理系科目がない　１年理系科目：数学Ⅰ・週３授業　生物基礎・週２授業）とGlobal Science Trackという理系クラスがある（2018年度より設立）
- 高校1年１月～高校2年12月まで文系クラスはニュージーランドまたはカナダ、理系クラスはオーストラリアまたはカナダでの留学プログラムがある。（かつては首都であるウェリントン近郊・パーマストンノース地域へ留学させていたが、現在は生徒数増加のためニュージーランド全土に生徒数の6,7割が留学している。カナダにおいては、オンタリオやバンクーバー方面に3,4割が留学する。）オーストラリア、ニュージーランドへ渡航する生徒に関しては英検２級の取得が強く求められる。

## 特徴
- 1年間のカナダまたは、ニュージーランドへの留学プログラム（上記を参照）
- NIE
- 協働ゼミ
- アントレプレナーシッププログラム
- 高校生社長講座〜起業塾〜

## 沿革
- 1918年 - 私立郁文館の付属校として大正7年4月1日、私立郁文館商業学校として開校。なお翌年の大正8年9月1日に兄弟校の郁文館中学校および郁文館商業学校と改称している。創立以来の私立の文字は使わず。
- 1949年 - 学制改革により、新制の高等学校へ改組。郁文館商業高等学校となる。
- 1993年 - 商業科を廃止。国際科新設。郁文館国際高等学校と改称される。
- 2006年 - 現校名に改称される。
- 2010年 - 4月より共学校となる。

## 著名な出身者
- 大塚初重[1] - 考古学者